# Juan Eugenio Rodríguez
Juan Eugenio Rodríguez Mabasa (Manila, 4 de septiembre de 1581-Océano Pacífico, febrero de 1612) fue un militar de la flota española estacionada en el océano Pacífico. Fue uno de los primeros soldados de la flota española de ascendencia filipina.

## Biografía
Rodríguez Mabasa nace en Manila, Filipinas en un hogar acomodado, hijo único del comerciante aragonés Diego Rodríguez con una filipina. Dada la situación del racismo Juan Eugenio fue marginado al igual que los esclavos y los nativos. Su padre ha de volver a España después de ver como su familia queda marcada por el racismo. Juan Eugenio es abandonado a una corta edad y es criado por su madre.

## Carrera militar
Mientras este crece comienza a tomar interés por una carrera militar. Pero con su condición racial no seria capaz de ocupar un rango alto. Cuando cumple la edad reglamentada para unirse a la flota naval  este sirve en la carga de cañones y limpieza de la nave española. Este comienza a ganar reputación con los militares de alto rango de la nave por su arduo trabajo. Pero sigue rellenando cañones y limpiándolos después de las simples batallas contra la resistencia en alta mar. 
Para el 1610 Juan Eugenio se encuentra por la costa de Indonesia escoltando un transporte mercantil. Su voz de alerta sobre un posible ataque de piratas o mercenarios hizo que se cargaran los cañones y se preparara para una batalla. Esto impidió que el ataque hiciera daño a los mercantes. Esto le hizo acreedor de una condecoración que causaría conflicto en la tripulación.

## Muerte
La tripulación van a otra escolta de mercantes para el 1612. Juan Eugenio es apuñalado por uno de los otros soldados. 

## Controversia
Se cree que Juan Eugenio fue víctima del racismo por ser uno de los primeros militares mestizos en recibir una condecoración en la época. Esta condecoración pudo haber alzado celos y envidia entre los españoles en la tripulación. Suficiente para haber justificado un crimen de odio.
- Datos: Q5949334